# 保羅·塞金
保羅·塞金（德語：Paul Seguin；1995年3月29日—）是一位德國足球運動員，在場上的位置是中場。他現在效力於沙爾克04。